# Бразилея (микрорегион)
 Тази статия е за микрорегиона в Бразилия.  За града в него вижте Бразилея.  
Микрорегион Бразилея е подразделение на мезорегион Вали ду Акри, един от двата които съставят бразилския щат Акри. Микрорегионът е разделен на 4 общини (градове): Асис Бразил, Бразилея, Епитасиуландия и Шапури.
Както и в другите части на щата, общините в микрорегиона имат средно ниво по Индекса на човешкото развитие, бидейки най-висок в Епитасиуландия който е и най-добър в региона.  С изключение на Бразилея, всички общини имат население под 20 хил. души.
Населението на микрорегиона, по оценка на Бразилския институт по география и статистика от 2009 г., възлиза на 55 203 жители, като най-населената община е Бразилея, с над 20 000 души. Общината с най-висок БВП също е Бразилея, със 155.597 бразилски реала. Микрорегионът заема обща площ от 14.122,166 km², като най-голямата община в него е Шапури с 5250 km².

## Общини (градове)
| Община         | Площ | Население (2010) | Гъстота на населението | БВП (2008) | БВП на глава (2005) | ИЧР (2000)   | Коефициент на Джини (2003) |
| -------------- | ---- | ---------------- | ---------------------- | ---------- | ------------------- | ------------ | -------------------------- |
| Асис Бразил    | 2875 | 5662             | 1,22                   | 40 340     | 7556                | 0,670 среден | 0,41                       |
| Бразилея       | 4336 | 20 238           | 5,46                   | 155 597    | 8161                | 0,669 среден | 0,49                       |
| Епитасиуландия | 1659 | 14 224           | 9,13                   | 110 268    | 8208                | 0,684 среден | 0,44                       |
| Шапури         | 5250 | 15 079           | 3,01                   | 110 463    | 7717                | 0,669 среден | 0,46                       |